# 7 (tal)
 Der er for få eller ingen kildehenvisninger i denne artikel, hvilket er et problem. Du kan hjælpe ved at angive troværdige kilder til de påstande, som fremføres i artiklen.

7 (Syv) er det naturlige tal mellem 6 og 8. Det er et ulige tal og et primtal og regnes som et heldigt tal.
Det danske ord "syv" deler etymologi med de andre indoeuropæiske sprogs ord for det samme og lader ikke til at have nogen bagvedliggende betydning.

## I matematik
- Syv er et mersenneprimtal (23 – 1) og et fakultetsprimtal (3! + 1)
- Syv er primtals-tvilling til 5.
- Syv er et defektivt tal (summen af tallets divisorer er mindre end tallet).
- En heptagon er en polygon med 7 sider.
- Produktet af cifrene i det 7. primtal (17) er lig 7.
- 999.999 divideret med 7 er præcis 142.857, som er det laveste af de cykliske tal.

## Kemi
- Grundstoffet kvælstof har atomnummer 7

## Astronomi
- Månerne om en given planet, ud over Jordens egen måne, er traditionelt blevet tildelt romertal: På den måde har Jupitermånen Elara, Saturnmånen Hyperion, Uranus-månen Ophelia og Neptun-månen Larissa alle fået romertallet VII.

## Religion
- Jesu syv ord på korset er en traditionel samling af syv korte fraser ytret af Jesus under korsfæstelsen.

## Syvtallets mystik
7-tallet kendes fra sprogets mange talemåder om 7-tallet, hvor man siger til syvende og sidst, syv lange og syv brede, være i syv sind, som syv Satan, at lade fem og syv være lige.
I forskellige kulturer har man opdelt livets perioder på forskellig vis. 7-tallet kendes i denne forbindelse fra grækerne, der inddelte livet i 10 perioder på hver syv år, de såkaldte heptomader.

### Bibelen
I Bibelen, 1. Mosebog kan vi læse, at Gud hvilede på den syvende dag, at Jakob skulle tjene i 7 år og om Faraos drøm med de syv magre og syv fede år. Der er syv bønner i Fadervor og der er syv tidsaldre
1. fra skabelsen til Noah
2. fra Noah til Abraham
3. fra Abraham til Moses
4. fra Moses til David
5. fra David til eksilet
6. fra eksilet til Kristus
7. fra Kristus begynder den syvende tidsalder
8. Ugen er delt i syv dage (måske kommer det fra at der er 6 (perfekt tal) hverdage og så er der søndag og lægger du cirkler (perfekt form) i en ring hvor de rører hinanden, så kan der lige netop helt præcist være en tilsvarende cirkel i midten (søndagen). En sådan geometrisk sammenhæng findes ikke for noget andet tal.

### Andre kulturer
Syvtallet har også spillet en vigtig rolle i mange kulturer. Grækerne anså syv som tallet for fuldstændighed og totalitet (til syvende og sidst). Buddhismen nævner 7 forskellige himle, jøderne anså 7-tallet for udvalgt, hvoraf man har den 7-armede lysestage. Også i Kina har syvtallet spillet en rolle. Ræven med de syv haler er djævelens skytsånd, dyrene har syv ånder, og den syvende dag i den syvende måned blev fejret med fest over hele Kina. I Tibet er der syv symboler for Buddha. I Peru har den hellige pyramide i Mocha syv trin. I islam er 7-tallet populær: der er syv himle, syv jorde, syv have, og pilgrimmene går 7 gange rundt om templet i Mekka.

### Naturen
Fra gammel tid har de forskellige folkeslag formodentlig baseret deres viden og brug af syvtallet på forskellige naturfænomener. Det kunne være månens 4 faser á 7 dage, regnbuens syv farver eller de syv mest opsigtsvækkende himmellegemer, som man kendte dengang, nemlig Solen, Månen, Merkur, Venus, Mars, Jupiter og Saturn.

### Naturvidenskaben
I hverdagslivet, dukker syvtallet op mange steder. Tor Nørretranders skriver, at vor bevidsthed er begrænset til syv, vi kan holde syv forskellige ord, tal, begreber, lyde, fornemmelser, indtryk eller tanker i bevidstheden på én gang. Inden for økonomien er man blevet opmærksomme på, at der går 7 år mellem høj- og lavkonjunkturer.
Man siger, at mennesket skifter smag i løbet af 7 år, og at alle menneskets celler er udskiftet efter 7 år (hvilket betyder, at vi fysisk ikke er det samme menneske, som for 7 år siden). Sømænd ved, at den syvende bølge på havet altid er den største. Inden for matematikken kender vi tallet 22/7 som en approksimation til tallet pi som er forholdet mellem cirklens diameter og omkreds.

### Ægteskab og astrologi
Vi hører også tit om 7-års krisen i ægteskabet. Inden for astrologien anser man hvert 7. år for at være noget specielt, hvilket hænger sammen med den (i astrologiske sammenhænge) skæbnesvangre planet Saturns bane om solen. Det tager 29½ år, og 7 år er altså en fjerdedel heraf (et kvadratur) . Og, som et kuriosum, er det ikke muligt at folde et almindeligt stykke papir mere end 7 gange.

### Sygefraværet
En undersøgelse citeret i forskellige fagblade og aviser over sygefraværet blandt 20.000 kommunalt ansatte for årene 1976-1994 viste med forbavsende tydelighed, at sygedagene fulgte den samme rytme hvert syvende år. Antallet af sygedage kunne godt svinge de forskellige år, men kurverne fulgtes ad i 7-års rytmer.[kilde mangler]

### Citat
- All the world’s a stage, 
 And all the men and women merely players: 
 They have their exits and their entrances; 
 And one man in his time plays many parts, 
 His acts being seven ages.[.....] [2]

- Gendigtet af Christian Winther i "Indskrivter paa min Søsters Rokkebrev" [3]

## Talemåder om 7-tallet
7-tallet går igen mange steder i sproget, naturen, religionen med videre.
Mennesket. • Menneskets syv tidsaldre • kroppens celler fornys i løbet af syv år • smagssansen skifter hvert syvende år • vi har syv overordnede chakras • lugtesansens celler fornyes i løbet af syv minutter
Religionen. • Syv himle • syv dødssynder • syv hoveddyder • Jesu' syv ord på korset • Fadervors syv bønner • Marias syv glæder • syvarmet lysestage • de syv segl • Jesus uddriver syv onde ånder • Jesus bespiser folkene med syv fisk • Skabelsens syv dage • Jobs venner bad syv dage og syv nætter • belønninger er syvfold • syv ærkeengle • syv sakramenter • syv, det fuldendte tal 
Talemåderne. • I syv sind • syv lang og syv brede • ikke syv vilde heste • til syvende og sidst • for syv satan • minsyv • syv års ulykke (knust spejl) • æde syv pund skidt om året • 7-9-13
Eventyrene. • Syv med ét smæk (den tapre skrædder) • syvmileskridt • syvmilestøvler • Snehvide og de syv dværge • Syv fantastiske fortællinger (af Karen Blixen) • dragens syv hoveder
Naturen. • De syv have • regnbuens syv farver • syv toner i skalaen • Rom bygget på syv høje • månens fire faser a syv dage • den syvende bølge er størst •  forholdet mellem cirklens (cirkel) diameter og omkreds, pi, er tilnærmelsesvis 22/7 .
Kulturen. • de syv underværker • ugens syv dage.

## Andet
Andet hvor tallet syv anvendes:
- 7 dage i en uge
- 7 dødssynder
- 7 dyder (4 kardinaldyder og 3 teologiske dyder)
- 7 konsonanter lige efter hinanden i ordet angstskrig
- 7 små dværge i eventyret om Snehvide
- Den tapre skrædder slog 7 fluer med et smæk.
- 7 spillere på banen ad gangen for hvert hold i håndbold
- 7 underværker
- 7 verdenshave
- 7 års ulykke, hvis man slår et spejl i stykker
- 7 i en septet
- 7 himmellegemer (solen, månen, merkur, venus, mars, jupiter, saturn) der kan ses med det blotte øje
- 7 farver: rød, orange, gul, grøn, blå, lilla og hvid
- 7 toner: do, re, mi, fa, sol, la, bi eller A, H (eller B), C, D, E, F og G
- I musikken er et toneinterval på 7 toner en septim
- 7 himle, heraf udtrykket "at være i den syvende himmel"
- Bombemanden fra Gladsaxe underskrev sig med et omvendt 7-tal.
- 7 international telefonkode for Rusland og Kasakhstan.
- I 13-skalaen gives karakteren 7: For den ret jævne præstation, der ligger lidt under middel.
- ” Clay Mathematics Institute” udnævnte 7 uløste problemer den 24. maj 2000. Disse problemer (de såkaldte Millennium Problemer) er blandt de største uløste problemer inden for matematikken.
- 7UP er en kendt sodavands mærke.
- 7-Eleven er en kendt kioskkæde.
- 7 er pH værdien når noget er neutralt.
- I lotto gives den største præmie for 7 rigtige udtrukne tal.
- I det københavnske seksdagesløb er par nummer syv traditionelt det danske favorithold.
- I stelnumre er 7 VIN-kode for modelår 2007.